# Тарфала
Тарфала (на шведски: Tarfaladalen) е долина в Северна Швеция.
Разположена е край град Кируна в лен Норботен. Долината има ледников произход, а днес в нея се вливат 3 ледника. От 1945 година там функционира глациологична станция, която извършва изследвания на ледниците.
Климатът е полярен (ET по Кьопен).